# Посольство Швеції в Україні
Посольство Швеції в Україні (швед. Sveriges ambassad i Kiev) — дипломатична місія Швеції в Києві. Одним з головних його завдань є підтримувати стосунки між Швецією та Україною і розвивати співпрацю у галузі політики, економіки та культури. 
Посольство розміщене в історичному Будинку Гольденберга на вулиці Івана Франка, 34/33.

## Історія дипломатичних відносин
19 грудня 1991 року Швеція першою серед країн Північної Європи визнала незалежність України. Дипломатичні відносини між двома країнами були встановлені 13 січня 1992 року. У вересні 1992 року в Києві було відкрито Посольство Королівства Швеція в Україні.. 

## Адреса
- Посольство, вул. Івана Франка, 34/33, 3й поверх, 01901, Київ, Україна.
- Візовий відділ, вул. Івана Франка, 36, 2й поверх, 01901, Київ, Україна.
- Торговий відділ, вул. Богдана Хмельницького, 52 , 01030, Київ, Україна.

Вебсайт: Торговий відділ Посольства Швеції в Україні [Архівовано 13 січня 2013 у Wayback Machine.]

## Посли Швеції в Україні
| Термін    | Посли в Києві                           |
| --------- | --------------------------------------- |
| 1992-1996 | Мартін Ларс Вільгельм Алексіс Халлквіст |
| 1996-2000 | Йоран Сігурд Якобсон                    |
| 2000-2004 | Свен Улоф Оке Петерсон                  |
| 2004-2008 | Йон-Крістер Оландер                     |
| 2008-2013 | Стефан Ґуллґрен                         |
| 2013-2016 | Андреас фон Бекерат                     |
| 2016-2019 | Мартін Хагстрьом                        |
| 2019-2023 | Тобіас Тиберг                           |
| з 2023    | Мартін Оберг                            |

## Структура посольства
- Радник, SIDA (Шведське агентство з питань міжнародного розвитку (Sida)).
- Перший секретар, Заступник Голови Місії
- Перший секретар, адміністративні, консульські питання
- Перший секретар, Аташе з міграційних питань
- Другий секретар, міграційні питання
- Третій секретар, адміністративні, консульські питання
- Секретар-архівіст
- Аташе з питань оборони

## Консульства Швеції в Україні
Починаючи з 2000 Швеція має консульство в Каховці Херсонської області.
| Термін | Консули в Каховці                                |
| ------ | ------------------------------------------------ |
| 2000-  | Карл Олоф Річард Стурен — Гендиректор ЗАТ"Чумак" |

## Консульства Швеції в українських містах
Дипломатичні представництва та консульства формально працювали до 1924 року, реально до 1920. Консульства працювали в Києві, Одесі та Харкові та віцеконсули працювали в Бердянську, Керчі, Маріуполі, Миколаєві, Одесі та Севастополі.
| Термін    | Генеральні консули в Києві      |
| --------- | ------------------------------- |
| 1908-1916 | Буковинський Михайло Теофілович |
| 1916-1917 | Клод Густаф Хялмар де Лаваль    |
| 1918      | вакансія                        |
| 1919-1924 | Теодор Гаральд Фокер            |

| Термін    | Консули в Одесі               |
| --------- | ----------------------------- |
| 183?-1857 | John Wilkins                  |
| 1857-1882 | Ігнац Ефруссі                 |
| 1882-1900 | Robert Wilkins                |
| 1900-1902 | вакансія                      |
| 1902-1924 | Oscar Mauritz Heribert Osberg |

| Термін    | Консули в Харкові  |
| --------- | ------------------ |
| 1908-1924 | Adolf Gustaf Münch |

| Термін    | Віце-консули в Бердянську |
| --------- | ------------------------- |
| 1848-1889 | Giovanni Gasparo Ivancich |
| 1889-1916 | Andronic Paicos           |
| 1916-1924 | Edgar Borchert            |

| Термін    | Віце-консули в Керчі          |
| --------- | ----------------------------- |
| 1869-1902 | François Tomasini della Torre |

| Термін    | Віце-консули в Маріуполі  |
| --------- | ------------------------- |
| 1871-1898 | Giovanni Battista Chiozzo |

| Термін    | Віце-консули в Миколаєві  |
| --------- | ------------------------- |
| 1874-1897 | Чарльз Хантлі Лаутон      |
| 1897-1915 | Боссаліні Віктор Іванович |
| 1915-1924 | Джемс Реджинальд Мартен   |

| Термін    | Віце-консули в Одесі |
| --------- | -------------------- |
| 1853-1882 | Robert Wilkins       |
| 1882-1898 | вакансія             |
| 1898-1901 | Einar Jessen         |

| Термін    | Віце-консули в Севастополі |
| --------- | -------------------------- |
| 1893-1902 | Гріпарі Микола Петрович    |